# 太政官
太政官是日本舊設的機關，始於《大寶律令》推行，終於內閣制的施行。太政官是日本律令制下一個理立法、行政、司法與及管轄八省百官的機關，相當於中國隋唐的三省、宋朝的中書門下，或元朝至明初的中書省，自《大寶律令》施行後，就是朝廷的最高機關。太政官與神祇官合稱二官，地位比神祇官高。太政官的唐名是尚書省、都省、乾政官。太政官自從平安時代中後期，由于攝政與關白的出現後，成为一個有名無實的機關，直至明治時代实施王政复古而短暫中興，但已非律令制下的太政官体制。

## 沿革

### 形成
在古代日本政教合一，「祭事」与「政事」相通，但當律令制度從中國傳入后，负责儀式的神祇官和管理政治的太政官开始有明顯的區別。太政官的雏形形成於天武天皇時，设置「納言」和「辨官」，在飛鳥淨御原令中，「納言」被分为大納言、中納言、少納言，「辨官」则分为左大辨、右大辨、左中辨、右中辨、左少辨、右少辨。「納言」和「辨官」置于「大臣」之下，与「大臣」组成太政官的雏形。701年颁布《大寶律令》标志日本进入律令时代，太政官体制成熟，并在太政官之下设置八省。

### 发展
758~764年因官職唐風改称运动，太政官改名乾政官。太政官自從平安時代中後期，由于令外官攝政與關白的出現，逐渐失去实权，但是名义上仍是日本政府的最高行政机关。在武家政权初期的镰仓时代，鎌倉幕府與京都朝廷並存，實行二元統治，但随着幕府侵夺朝廷权力，朝廷逐渐丧失实质权力，太政官也因此成为一個有名無實的機關，直至明治時代实施王政复古而短暫中興，但已非律令制下的太政官体制。

## 人事架构
太政官與其他部門一樣行四等官制，設長官、副官、判官及主典。太政官由政策決定机关議政官 (由大臣、大納言、中納言组成)、事務部門少納言局・左辨官局・右辨官局，和派赴各国的監察官巡察使组成。相较于唐朝三省制度，日本的太政官集尚書省 （行政)、門下省 (監察)权责于一身，尚書省的功能由辨官组成的左、右辨官局执行，并在左、右辨官局之下设置八省，负责具体事务执行。有一種觀點認為少納言局最初定位具有獨立於太政官的性質，後來隨著議政官成為實際的決策機構，少納言局的權威流於形式，而管轄行政事務的辨官局的權力則得到加強。
以下是太政官的四等官員：
- 長官：
  - 太政大臣：名义上最高官位，非常設。
  - 左大臣：实际上常設最高官位。
  - 右大臣：輔佐左大臣。
  - 內大臣：令外官，平安時代常设化。
  - 知太政官事：令外官，仅飛鳥、奈良時代任命，在需要太政大臣而没有合适人选时设置。

- 次官：
  - 大納言：次官之长，負責協助大臣及參議政事。
  - 中納言：《大寶律令》颁布时废除，之后以令外官形式恢复设置。
  - 參議：令外官。

- 判官：
  - 左大辨、左中辨、左少辨：掌管左辨官局。
  - 右大辨、右中辨、右少辨：掌管右辨官局。
  - 少納言：掌管少納言局。

- 主典：
  - 左大史、左少史（日语：史 (律令制)）：左辨官局属官。
  - 右大史、右少史（日语：史 (律令制)）：右辨官局属官。
  - 大外記、少外記（日语：外記）：少納言局属官。
- 巡察使：派赴各国的監察官。

## 八省
自《大寶律令》起，八省均屬太政官轄下，包括：中務省、宮內省、大藏省、治部省、式部省、刑部省、民部省及兵部省，由左、右辨官局管理，當中中務省、式部省、治部省、民部省由左辨官局管理；兵部省、刑部省、大藏省、宮內省由右辨官局處理。各省执掌如下：
- 中務省負責輔佐天皇、宣令、擬旨等事務。
- 宮內省負責皇宮管理、皇室收支等事務。
- 大藏省負責管理金銀、珠寶等財政事務。
- 治部省負責姓氏[3]的管理以及外交、僧尼的監督和禮樂等事務。
- 式部省負責任用官員、官員考課等事務。
- 民部省負責管理田土、戶籍、租稅、山川、道路等事務。
- 刑部省負責管理訴訟裁判、處刑等事務。
- 兵部省負責管理武官人事、士兵等事務。

## 明治时代
大政奉还之后1868年6月11日颁布政体书，设置太政官作为最高行政機关，政体书虽然诉求三权分立，但又将权力集中于太政官，使太政官集立法、行政、司法权力于一身。此后太政官的下辖机构几经变革，直到1885年设立内阁后废除。

### 三職制
1868年1月3日大政奉还、王政复古后为了尽快取代、击溃江户幕府，明治维新政府设置权力极大的三職政制，三職即总裁、议定和参与，并在三職之下设置神祇・内国・外国・海陸軍・会計・刑法・制度七科，合称三職七科。2月将科改为局，并增设总裁局，成为三職八局，其中总裁由皇族熾仁親王担任。

### 二官六省制

太政官印

戊辰戰爭大势抵定后，1868年6月11日维新政府颁布作为基本法的政体书，根据政体书恢复太政官制，将三職中的总裁废除，改为2位輔相，作为最高行政首长，辅相之下设置负责立法权的議政官；负责行政权的行政・神祇・会計・軍務・外国五官，并以辅相兼任行政官，监督五官；和负责司法権的刑法官，但刑法官也受五官中的行政官监督，因此司法权独立有名无实。之后1868年5月19日增設民部官，7月1日增設監察机关弹正台。
1869年8月15日维新政府改革太政官制，将五官中神祇官独立，其余部门变更为省，设置民部省、大藏省、兵部省、刑部省、宮内省、外務省，共二官六省，并设置侍詔院、弹正台、集議院、大学校等机关。負責指揮太政官的是由左、右大臣、三名大納言和三名参議組成的「三職」。在二官六省制期间，最大的变革是民部省与大藏省的分合，该问题导致激烈的政争，最终以1871年民部省併入大藏省告终，但民部省中殖産興業相关的部门于1870年12月12日独立为工部省。另外1871年8月24日刑部省与弹正台合并为司法省。

### 三院制
1871年9月13日维新政府再次改革太政官制，设立由正院、左院、右院组成的三院制中央官制，其中正院设置太政大臣、左大臣、右大臣、参议等官职负责决策，并下辖各省负责行政。左院继承集議院的立法职权；右院则负责协调各省工作；原本与太政官并立的神祇官降格为神祇省。1873年以岩倉使節團為首的歸國派发动明治六年政變夺权，之后掌权的大久保利通设置主管一切内政，有「官廳中的官廳」之称的內務省。
另一方面政变后失势的留守派，發起了自由民權運動，推动立宪、三权分立，导致1875年太政官制又一次改革，形成明治8年官制，即掌管行政各省的正院，掌管立法的元老院，和掌管司法的大审院，形成三权分立的基础，太政官不再控制立法、司法权。1885年颁布《太政官達第69号》设立内阁取代太政官的行政权力，至此太政官制正式走入历史。